# ایبیریته
ایبیریته (به پرتغالی: Ibirité) یک منطقهٔ مسکونی در برزیل است که در میناز ژرایس واقع شده‌است. ایبیریته ۷۳٫۰۲۷ کیلومتر مربع مساحت و ۱۸۲٬۱۵۳ نفر جمعیت دارد و ۸۷۲ متر بالاتر از سطح دریا واقع شده‌است.